# Aṣa
Aṣa (uitgesproken als Asja oftewel [ɑʃaː]) (Parijs, 1982) is een Nigeriaans-Franse singer-songwriter. Haar artiestennaam Aṣa betekent "havik" in de Afrikaanse taal Yoruba.

## Biografie
Aṣa werd geboren in de Franse hoofdstad Parijs. Ze is de dochter van Nigeriaans-Franse ouders. Toen ze twee jaar was verhuisde ze naar Nigeria. Daar groeide ze op in Lagos. Op haar twaalfde ging ze naar een van de beste scholen in Nigeria. De tijd op school was moeilijk. Om ontspanning te zoeken ging ze thuis naar haar kamer. Daar zong ze en ze ontdekte artiesten als Erykah Badu, D'Angelo, Raphael Saadiq, Lauryn Hill, Femi Kuti en Angélique Kidjo. Ze is op verschillende radiostations te horen geweest. In het geniep schreef ze zich in bij de Peter King’s School of Music, waar ze gitaar leerde spelen in 6 maanden. Na twintig jaar in Nigeria te hebben gewoond keerde Aṣa terug naar Parijs.

## Discografie

### Albums
| Album                  | Datum van verschijnen |
| ---------------------- | --------------------- |
| Bed of Stone           | 2014                  |
| Beautiful Imperfection | 25-10-2010            |
| Aṣha                   | 2007                  |

- 2022: V (feat. Wizkid)

### Singles
| Single               | Datum van verschijnen |
| -------------------- | --------------------- |
| Be My Man            | 2010                  |
| Pete Pete            | 2009                  |
| Jailer               | 2008                  |
| Fire on the Mountain | 2007                  |

## Onderscheiding
In 2008 won Aṣha de Prix Constantin voor haar debuutalbum Aṣha.
- Bibliothèque nationale de France: cb155870153 (data)
- Gemeinsame Normdatei: 142922412
- International Standard Name Identifier: 0000 0001 0655 2875
- Library of Congress Control Number: no2009029245
- MusicBrainz: 710fbcbb-5fea-4cee-978f-68d8a9b76149
- Nationale Bibliotheek van Tsjechië: xx0088104
- Système universitaire de documentation: 185069479
- Virtual International Authority File: 85886317
- WorldCat: E39PBJfcQTQT9PPdHC7hMDDg8C